# ماکروپودوس
ماکروپودوس ها با نام علمی (Macropodusinae)، زیر خانواده ای از ماهیان آنابانتی فرم های آب شیرین در خانواده گورامی هستند که شامل ماهی های بهشتی، ماهی های بتا و گورامی های صدا ساز است. مانند همه اعضای خانواده، ماکروپودوس ها نیز ماهیانی هستند که از هوا نیز تنفس می کنند و اغلب در محیط های فقیر اکسیژن زندگی می کنند که با سایر ماهی ها دشمن هستند (گورامی های صدا ساز در رود های آب سیاه با اکسیژن خوب، اما بسیار نرم و اسیدی زندگی می کنند). آنها بومی آسیا، از پاکستان و هند تا مجمع الجزایر مالایی و شمال شرقی تا کره هستند. بسیاری از اعضاء، ماهی های آکواریومی معمولی هستند. بیشتر (نه همه) گونه ها که بیش از 70 گونه بتا میباشد، ماهیهای دهان‌پروری هستند که پدر عهده‌دار این امر میباشد. اعضای باقیمانده زیرخانواده مانند اکثر گورامی ها حباب زا هستند.
- بتا بلیکر 1849
- Macropodus Lacepède ، 1801
- Malpulutta Deraniyagala ، 1937
- Parosphromenus Bleeker، 1877
- Pseudosphromenus Bleeker، 1879
- تریکوپسیس کانسترینی ، 1860

## مراجع
1. ↑  Van der Laan, R.; Eschmeyer, W. N.; Fricke, R. (11 November 2014). "Family-group names of Recent fishes". Zootaxa Monograph. 3882: 129. doi:10.11646/zootaxa.3882.1.1. PMID 25543675.